# Wilbroad Henry Kibozi
Wilbroad Henry Kibozi (* 30. April 1973 in Dodoma) ist ein tansanischer römisch-katholischer Geistlicher und Weihbischof in Dodoma.

## Leben
Wilbroad Henry Kibozi studierte Philosophie am Priesterseminar des Bistums Bukoba in Ntungamo und Katholische Theologie am Priesterseminar des Erzbistums Tabora in Kipalapala. Anschließend absolvierte er ein einjähriges Pastoralpraktikum in der Pfarrei St. John the Baptist in Chalinze. Am 9. Juli 2010 empfing er das Sakrament der Priesterweihe für das Bistum Dodoma (ab 2014 Erzbistum Dodoma).
Nach der Priesterweihe war Kibozi zunächst als Pfarrvikar in Lumuma tätig, bevor er 2012 Leiter des Diözesanbüros für die Berufungspastoral wurde. 2014 wurde er für weiterführende Studien nach Italien entsandt, wo er an der Theologischen Fakultät von Mittelitalien in Florenz ein Lizenziat erwarb und 2019 mit der Arbeit Eucharistic spirituality: a sacrament that transforms life („Eucharistische Spiritualität: ein Sakrament, das das Leben verwandelt“) zum Doktor der Theologie im Fach Dogmatik promoviert wurde. Neben seinem Studium wirkte er von 2017 bis 2019 als Beichtvater an einem kirchlichen Bildungshaus in Livorno. Nach der Rückkehr in seine Heimat war Kibozi kurzzeitig für die Ausbildung der Priesteramtskandidaten am Jordan University College in Morogoro zuständig. Ab 2020 fungierte er als Subregens des Priesterseminars Holy Family in Kahama, an dem er auch lehrte.
Am 12. Februar 2024 ernannte ihn Papst Franziskus zum Titularbischof von Zallata und zum Weihbischof in Dodoma. Der Erzbischof von Dodoma, Beatus Kinyaiya OFMCap, spendete ihm am 12. Mai desselben Jahres vor dem Pilgerzentrum in Miyuji die Bischofsweihe; Mitkonsekratoren waren der Erzbischof von Daressalam, Jude Thadaeus Ruwa’ichi OFMCap, und der Erzbischof von Mbeya, Gervas John Mwasikwabhila Nyaisonga.

## Schriften
- Eucharistic spirituality: a sacrament that transforms life. Facoltà Teologica dell’Italia Centrale, Florenz 2019, OCLC 1405607393.